# Lasioptera aechynomensis
Lasioptera aechynomensis är en tvåvingeart som först beskrevs av Brethes 1918.  Lasioptera aechynomensis ingår i släktet Lasioptera och familjen gallmyggor. Inga underarter finns listade i Catalogue of Life.